# Scottish Division One 1893-1894
La Scottish Division One 1893-1894 è stata la 4ª edizione della massima serie del campionato scozzese di calcio, disputato tra il 12 agosto 1893 e il 2 maggio 1894 e concluso con la vittoria del Celtic al suo secondo titolo consecutivo.
Capocannoniere del torneo è stato Sandy McMahon (Celtic) con 16 reti.

## Stagione

### Aggiornamenti
Con l'introduzione di un secondo livello nella piramide calcistica scozzese, la Scottish Football Leage assunse il nome di Scottish Division One.
L'Abercorn e il Clyde, retrocessi nella precedente stagione, furono sostituiti dal Dundee e dal St. Bernard's, il quale portò a tre il numero di squadre di Edimburgo partecipanti al campionato, così come quelle di Glasgow.
Come nella stagione precedente, le ultime due classificate, nel caso non fossero state rielette, avrebbero disputato la Scottish Division Two nella stagione successiva.

### Avvenimenti
Il Celtic conquistò il titolo alla terzultima partita battendo nell'Old Firm i Rangers per 3-2 e distanziando definitivamente gli Hearts.

## Classifica finale
Fonte:
|       | Pos. | Squadra        | Pt | G  | V  | N | P  | GF | GS |
| ----- | ---- | -------------- | -- | -- | -- | - | -- | -- | -- |
|       | 1.   | Celtic         | 29 | 18 | 14 | 1 | 3  | 53 | 32 |
|       | 2.   | Hearts         | 26 | 18 | 11 | 4 | 3  | 46 | 32 |
|       | 3.   | St. Bernard's  | 23 | 18 | 11 | 1 | 6  | 53 | 39 |
|       | 4.   | Rangers        | 20 | 18 | 8  | 4 | 6  | 44 | 30 |
|       | 5.   | Dumbarton      | 19 | 18 | 7  | 5 | 6  | 32 | 35 |
|       | 6.   | St. Mirren     | 17 | 18 | 7  | 3 | 8  | 49 | 47 |
|       | 6.   | Third Lanark   | 17 | 18 | 7  | 3 | 8  | 38 | 44 |
|       | 8.   | Dundee         | 15 | 18 | 6  | 3 | 9  | 47 | 59 |
| [ 3 ] | 9.   | Leith Athletic | 10 | 18 | 4  | 2 | 12 | 36 | 46 |
|       | 10.  | Renton         | 4  | 18 | 1  | 2 | 15 | 23 | 57 |

Legenda:
      Campione di Scozia.
      Retrocessa in  Scottish Division Two 1894-1895.
Regolamento:
Due punti a vittoria, uno a pareggio, zero a sconfitta.
Vigeva il pari merito. In caso di arrivo a pari punti per l'assegnazione del titolo o per i posti destinati alla rielezione automatica era previsto uno spareggio.
Note:
Il Leith Athletic fu rieletto per la stagione successiva